# Inarea
Inarea Identity and Design Network è una rete internazionale di professionisti (progettisti, architetti, e consulenti), specializzata nella realizzazione di marchi  identitari per imprese e gruppi, prodotti, servizi e reti commerciali, con sede in Italia a Roma e Milano.

## Storia
Inarea fonda le sue basi nel design. La struttura originaria (Studio Romano dal nome del fondatore Antonio Romano), nasce nel 1980 e opera come studio grafico, ispirandosi al movimento tedesco della Bauhaus. La trasformazione in AReA Strategic Design del 1991 avvicina lo studio alla creazione di progetti di sistema, dove la identità societaria diventa l'ambito principale di specializzazione.
A partire dal 1997, AReA diviene capofila di un network internazionale che opera, oltre che nelle sedi italiane di Roma e Milano, anche in quelle di Parigi, Francoforte e Toronto. Nel 2004 avviene il passaggio definitivo ad International Network of AReA, più semplicemente Inarea, una rete coordinata da ventidue partner con uno staff di oltre cento persone, in otto paesi con dieci uffici. In Italia è presente con due società: Inarea Strategic Design srl, con sede a Roma, e Inarea Identity Architecture srl, con sede a Milano.

## Realizzazioni
Tra i lavori più significativi si hanno i loghi di Acea, Aci, Borsa Italiana, Capitalia, Edison, Enel, Prelios, Rai, TIM, Trenitalia ed il nuovo disegno cane a sei zampe dell'Eni. Ha inoltre ideato i marchi della Biennale di Venezia, di Confindustria, della Nazionale olimpica italiana e del CONI, Sapienza Università di Roma, dei sindacati Cgil, Cisl e Ces e per il comune di Milano e Roma Capitale. Nel 2024 si aggiunge tra i lavori più significativi anche il nuovo logo della società Autostrade per l'Italia. 
Lo storico dei lavori dell'azienda sono stati esposti alla Mostra “Trentannidisegno” ospitata al Museo dell'Ara Pacis di Roma nel 2010.

### L'accusa di plagio
Nel 2011 l'azienda ha realizzato il nuovo logo del Ministero dell'interno ideandone uno assolutamente identico nella forma ad uno già realizzato nel 2008 dal designer britannico Roy Smith. L'azienda, accusata di plagio, si è difesa affermando che dalle ricerche effettuate non era stata trovata evidenza di loghi simili e lo sviluppo dello stesso era stato effettuato in piena autonomia.